# Terry Ilous
Terry Ilous (Lione, 20 febbraio 1966) è un cantante francese naturalizzato statunitense, che ha militato negli XYZ e successivamente nei Great White.

## Biografia
Nato in Francia, Terry Ilous si trasferì a Hollywood nel 1986 per formare gli XYZ insieme al connazionale Pat Fontaine. Il gruppo registrò il suo omonimo album di debutto nel 1989, a cui fece seguito Hungry nel 1991. La band ottenne discreto successo e suonò in giro per il mondo assieme ad artisti quali Ozzy Osbourne, Foreigner e Alice Cooper. Turbati da alcuni cambi di formazione e quasi un decennio di pausa, gli XYZ fecero il loro ritorno sulle scene con l'album Letter to God nel 2003.
Nel frattempo Terry si dedicò saltuariamente ad alcune attività parallele, tra cui quella di attore e doppiatore, apparendo anche nella versione francese del film Stuart Little 2.
Nel 2008 ha fondato una super rock band chiamata La Famiglia Superstar con Steve Saluto (chitarra), Marco Mendoza (basso) e Atma Anur (batteria). La band si esibisce in tour e successivamente entra in studio per la registrazione di un album.
Nel 2009 si è unito ai Great White, prendendo dopo pochi mesi il posto di cantante in sostituzione di Jack Russell. Lascia la band dopo aver registrato due album in studio, Elation (2012) e Full Circle (2017).

## Discografia

### Solista
- 2000 - The Day I Spoke to the Dog - con il nome "Flynn"
- 2007 - Here and Gone
- 2017 - Gypsy Dreams

### Con gli XYZ
- 1989 - XYZ
- 1991 - Hungry
- 1995 - Take What You Can...Live
- 2003 - Letter to God
- 2005 - Rainy Days
- 2005 - Forbidden Demos 1985/1991
- 2008 - Best of XYZ

### Con i Great White
- 2012 - Elation
- 2013 - 30 Years - Live from the Sunset Strip
- 2017 - Full Circle

### Altri album
- 1997 - JK Northrup - Cage
- 2005 - Eddie Ojeda - Axes 2 Axes
- 2010 - La Famiglia Superstar - La Famiglia Superstar
- 2011 - United Rockers 4U - One Family
- 2011 - Liberty 'N Justice - Chasing a Cure
- 2011 - Glen Bridger - Bridger